# Jacob Wackernagel
Jacob Wackernagel (Basilea, 11 dicembre 1853 – Basilea, 22 maggio 1938) è stato un linguista svizzero.

## Biografia
Figlio del filologo Wilhelm Wackernagel (1806–1869), Wackernagel studiò filologia, storia classica e germanica a Gottinga e Lipsia, e dal 1879 insegnò presso l'Università di Basilea, succedendo a Friedrich Nietzsche come professore di greco. Nel 1902 insegnò presso l'Università di Gottinga, ma in seguito, nel 1915, ritornò a Basilea a causa della prima guerra mondiale.
La sua opera più famosa è l'Altindische Grammatik, una fondamentale grammatica del sanscrito, pur rimasta incompiuta della parte riguardante la sintassi del verbo.
Jacob Wackernagel è conosciuto in linguistica anche per aver formulato la legge di Wackernagel, sull'enclitica in "seconda posizione" nelle lingue indoeuropee, nel saggio Über ein Gesetz der indogermanischen Wortstellung.

## Opere
- (DE) Über ein Gesetz der indogermanischen Wortstellung, in Indogermanische Forschungen. Zeitschrift für indogermanische Sprach- und Altertumskunde, vol. 1, 1892,  pp. 333-436, ISSN 0019-7262 (WC · ACNP).
  - (EN, DE) On a Law of Indo-European Word Order. Über ein Gesetz der indogermanischen Wortstellung, traduzione di George Walkden, Christina Sevdali, Morgan Macleod, Berlin, Language Science Press, 2020, ISBN 978-3-96110-272-3.
- (DE) Altindische Grammatik, 3 voll., Göttingen, Vandenhoeck und Ruprecht, 1896-1930:
  - Vol. I: Lautlehre, 1896;
  - Vol. II/1: Einleitung zur Wortlehre. Nominalkomposition, 1905;
  - Vol. III: Nominalflexion. Zahlwort. Pronomen, 1930.[1]
- (DE) Vorlesungen über Syntax mit besonderer Berücksichtigung von Griechisch, Lateinisch und Deutsch, 2 voll., Basel, in Kommissionsverlag von Emil Birkhäuser & Cie., 1920-1924.
  - (EN) Lectures on Syntax with special reference to Greek, Latin, and Germanic, traduzione di David Langslow, New York, Oxford University Press, 2009, ISBN 978-0-19-815302-3.
- (DE) Kleine Schriften, 3 voll., Göttingen, Vandenhoeck und Ruprecht, 1955-1979.[2]